# الکس برایس
الکس برایس (انگلیسی: Alex Bryce؛ ۲۴ مارس ۱۹۰۵ – ۱ ژانویهٔ ۱۹۶۱) کارگردان فیلم، فیلم‌نامه‌نویس و فیلم‌بردار اهل بریتانیا بود.

## گزیدهٔ آثار سینمایی
کارگردان
- سِکستون بلیک و دوشیزه (۱۹۳۵)
- گروه عروسی (۱۹۳۶)
- همهٔ خدمتکاران (۱۹۳۶)
- سروصدای بزرگ (۱۹۳۶)
- پایان راه (۱۹۳۶)
- لاله سیاه (۱۹۳۷)
- نغمهٔ لاندندری (۱۹۳۸)
- مالی ایرلندی من (۱۹۳۸)
- آخرین سنگر (۱۹۳۸)

### فیلم‌بردار
- زنگ‌زن (۱۹۳۱)
- ورزش پادشاهان (۱۹۳۱)
- سالی در کوچهٔ ما (۱۹۳۱)
- پیرمرد (۱۹۳۱)
- ماجرای ماه‌عسل (۱۹۳۱)
- سالی بیشاپ (۱۹۳۲)
- اون همسر منه (۱۹۳۳)
- سنجاق کراوات (۱۹۳۳)
- پاک‌سازی (۱۹۳۳)
- این یعنی زندگی (۱۹۳۳)
- روی آنتن (۱۹۳۴)
- سایه‌های گذرا (۱۹۳۴)
- عشق شاد (۱۹۳۴)
- بی‌تو (۱۹۳۴)
- واحد شمارهٔ سه (۱۹۳۴)
- دود آبی (۱۹۳۵)
- نسخهٔ ویژهٔ دیرهنگام (۱۹۳۵)
- اعلی‌حضرت و همراهان (۱۹۳۵)
- عذر ده‌دقیقه‌ای (۱۹۳۵)
- درامر جایگزین (۱۹۳۵)